# 美国队长3
《美國隊長3：英雄內戰》（英語：Captain America: Civil War）是一部于2016年上映的美國超級英雄電影，本片由羅素兄弟共同執導，克里斯多佛·馬庫斯与史蒂芬·麥費利编剧，由漫威影業製作，並由華特迪士尼影業負責發行。本片改編自漫威漫畫旗下的超級英雄角色美國隊長和馬克·米勒於2006年創作的漫畫《內戰》中的故事情節，本片為2014年電影《美國隊長2：酷寒戰士》的續集和漫威電影宇宙的第十三部電影作品。本片由多名演员共同出演，包括克里斯·伊凡、小勞勃·道尼、史嘉蕾·喬韓森、安東尼·麥基、保羅·路德、傑瑞米·雷納、賽巴斯汀·史坦、艾蜜莉·芬凱普、查德維克·博斯曼、伊莉莎白·歐森、保羅·彼特尼、唐·奇鐸、湯姆·霍蘭德、法蘭克·葛里洛、威廉·赫特以及丹尼爾·布爾。在電影中，美國隊長和鋼鐵人因一項管理異能者活動的法案而開始对立，進而各自組建了陣營來對抗彼此。
本片的开发始于2013年末，克里斯多佛·马库斯与史蒂芬·麦費利从那时起开始创作剧本，使用了马克·米勒於2006年創造的漫画作品《内战》作為概念。在《美國隊長2：酷寒戰士》的剧本测试上获得正面的回响后，罗素兄弟于2014年初确认将回归执导续集。2014年10月，片名公布，同月小勞勃·道尼确认将會加盟本片，其余演员在随后几月中亦均确认出演本片。影片的主要拍摄工作于2015年4月，美國喬治亞州費耶特縣的松林亞特蘭大製片廠开展，其余拍摄工作分别在波多黎各、德國柏林与冰岛进行。
本片使用數位IMAX攝影機拍攝，定於2016年5月6日以含3D、數位IMAX版在北美上映，而香港、澳門及台灣則於2016年4月27日以含3D、數位IMAX版上映。

## 劇情
1991年，遭受洗腦而被改造成為「酷寒戰士」的巴奇·巴恩斯在九頭蛇位於西伯利亞的地下基地被喚醒後，奉命攔截一輛運送超級士兵血清的汽車，最後將血清帶回給監管人。現今，備受爭議的蘇科維亞戰役過去一年，由史提芬·羅傑斯、山姆·威爾森、娜塔莎·羅曼諾夫以及汪達·麥西莫夫組成的「復仇者聯盟」在尼日利亞拉各斯抓獲企圖盜取生化武器的布洛克·朗姆洛。走投無路的朗姆洛啟動身上的自爆裝置，汪達試圖用念力將爆炸衝擊轉移至空中，卻不慎波及到旁邊的大樓而造成大量傷亡。這場災難導致復仇者聯盟再度受到各國譴責和爭議，美國國務卿撒迪厄斯·羅斯提議復仇者們簽署《蘇科維亞協議》：一本由聯合國所擬定、針對超級英雄與異能人士的法案；條約中包含建立一個特殊小組來負責監督且限制復仇者的一切行動。
協議當時已被117個國家簽署，但在復仇者之間引發兩極化爭議，東尼·史塔克因愧疚於造就蘇科維亞的災難而決定帶頭簽字，但史提芬對此強烈反對，認為他們簽下去就會從此淪為政府的傀儡。隨後，佩姬·卡特在英國倫敦去世，史提芬在葬禮上巧遇結識過的雪倫·卡特，得知她是佩姬的侄女。在奧地利維也納舉辦的協議研討會上突然發生爆炸襲擊，造成瓦干達國王帝查卡的死亡，監控錄像顯示兇手是巴奇。史提芬通過雪倫透漏的情報而搶先來到羅馬尼亞布加勒斯特找到巴奇，但巴奇表示他和爆炸案毫無關係，當本地特種部隊試圖抓捕他時，巴奇只能縱身逃跑。帝查卡之子兼瓦干達的王儲帝查拉身穿由汎合金構成的黑豹戰服打算搶先一步殺死巴奇，史提芬和山姆則尾隨在後。經過一物降一物的追捕下，四個人最後全部被捕，移送至德國柏林的聯合反恐總部。
爆炸案的幕後黑手赫穆·齊莫在克里夫蘭殺死巴奇的九頭蛇監管人瓦希里·卡爾波夫，在他的住處尋獲大量機密文件，包括記載洗腦口令的《紅皮書》。他冒充一名心理醫生潛入反恐總部，在他事先安排的斷電時刻中對巴奇念出口令，導致巴奇再度失控而逃往屋頂，打算開直升機逃跑卻被史提芬制止。兩人與直升機一同掉入反恐總部旁的河中，巴奇因頭部受到重擊及溺水之下恢復自我和原來的記憶，對史提芬解釋齊莫才是始作俑者，並推測他即將去西伯利亞基地，去釋出其餘五名比他還強的超級士兵。由於無法告知東尼或政府，史提芬決定和山姆孤軍奮戰，並召來汪達、克林特·巴頓以及新入伍的史考特·朗恩，計畫趁齊莫喚醒其他超級士兵之前阻止他。但東尼也集合其他贊成協議的復仇者，包括新加入的彼得·帕克，一位住在紐約皇后區並擁有蜘蛛的爬行能力並能夠發射蜘蛛絲的高中生。
史提芬陣營來到萊比錫/哈雷機場準備偷一架昆式戰機去阻止齊莫，而東尼陣營包括幻視聯合起來全力阻止他們。為捍衛各自的理念，復仇者兩派在機場中展開「內戰」。雙方均陷入苦戰，史提芬和巴奇受同伴的掩護而成功搭上戰機，娜塔莎最終心軟選擇放走他們。幻視為了阻止他們而發射寶石光束，卻不慎擊中飛在空中的詹姆士·羅德，導致他連同停機的戰甲直墜地面、摔成重傷幾近癱瘓下半身。山姆、汪達、巴頓與史考特集體被捕送入位於太平洋之間、收容異能者的浮沉監獄，而娜塔莎放跑逃犯的行為也被帝查拉舉報，使她決定趁政府還未找上門前逃至外國。
東尼從人工智能星期五的調查得知，出現在反恐總部的心理醫生實為齊莫冒充，將線索拼湊在一起後證實巴奇遭陷害。由於政府若無實際證據則不會採信說法，東尼前往西伯利亞基地趕上史提芬與巴奇一同參與調查，而帝查拉也暗中跟過去。三人趕到基地底層時，齊莫已槍決所有處於靜止狀態的超級士兵，並自述他要為復仇者們在蘇科維亞作戰時受牽連而死的家人討回公道，他播放巴奇在1991年12月16日攔截血清任務時的監視錄像，為東尼揭示當時坐在車中的父母，是被巴奇搶劫血清時親手殺害滅口。陷入滿腔怒火的東尼甚至發現史提芬知情此事卻選擇隱瞞，於是反過頭來攻擊他們。在核彈發射井的激烈戰鬥中，巴奇的鋼鐵左臂被東尼用衝擊砲溶斷，史提芬打碎東尼戰甲的弦反應爐才讓他停止。東尼諷刺他沒資格持有自己父親造的盾牌，對此認同的史提芬將盾牌丟棄，扶著巴奇離開。
在外的齊莫最後聽完一遍妻子死前的電話錄音，認為已經達成復仇心願而準備飲彈自盡，而在基地裡聽到所有真相的帝查拉打消復仇念頭，阻止齊莫自盡並將其交給反恐部隊依法處置。內戰過後，東尼回到總部協助羅德做復健，收到一封來自史提芬的道歉信，信封中包括一支聯絡的手機，稱若有需要就可以互相聯繫。而史提芬同時攻入浮沉監獄救出山姆一行人，讓巴奇得到帝查拉的庇護，藏身至瓦干達叢林深處的秘密機構接受解除洗腦的治療。另一方面，任務結束的彼得回家後為他的嬸嬸梅·帕克講述自己身上的淤青從何而來，趁她離開房間後開始運行東尼送給他的特殊程式。

## 演員

### 反對派陣營
| 演員                          | 角色                                                     | 簡介 |
| 克里斯·伊凡 Chris Evans       | 「美國隊長」史提芬·羅傑斯 Captain America / Steve Rogers | 復仇者聯盟的其中一位领导者，瘦弱的他在第二次世界大戰時期成功參與「超級士兵計劃」，成為了「美國隊長」，曾參與二戰，對抗納粹德軍和犯罪組織九頭蛇，但最後為了拯救世界而墜入格陵蘭並被冰封，在七十年後才被人發現因而解封，在紐約戰役後加入神盾局繼續保護人民。带领部分复仇者成員反对蘇科維亞協議，因為插手逮捕巴奇的行動而被政府視為罪犯。 |
| 賽巴斯汀·史坦 Sebastian Stan  | 「酷寒戰士」巴奇·巴恩斯 Winter Soldier / Bucky Barnes    | 美國隊長在二戰時期的摯交與戰友，在一次任務中掉下山崖而生死不明，後來被九頭蛇的餘黨發現，救回後被阿尼姆·索拉洗腦並被訓練為毫無任何感情與同情心的「酷寒戰士」。在華盛頓事件後隱居在歐洲，記憶亦逐漸開始恢復，但由於爆炸事件而再次受到政府抓捕。                                                                                          |
| 伊莉莎白·歐森 Elizabeth Olsen | 汪達·麥西莫夫 Wanda Maximoff                             | 快銀的雙胞胎妹妹，自願加入九頭蛇的人體實驗，被九頭蛇以心靈寶石開啟能操縱幻像及混沌為攻擊的魔法能力，並擁有遠端操縱他人腦部的能力和心靈輸送的能力，在哥哥死後加入了復仇者聯盟並忠於史提芬。 |
| 安東尼·麥基 Anthony Mackie    | 「猎鹰」山姆·威爾森 Falcon / Sam Wilson                  | 前美軍退役傘兵，美國隊長的忠誠盟友，擅長使用一雙便攜的高科技機械翅膀進行空中作戰和掩護，私下替美國隊長調查好友巴奇的下落。 |
| 保羅·路德 Paul Rudd           | 「蟻人」史考特·朗恩 Ant-Man / Scott Lang                 | 一名前系統工程師與竊盜犯，偷竊技巧十分高超，其特質被漢克·皮姆所挑選上，成為第二代蟻人。有一個長期分居但仍非常珍愛的女兒凱西，與山姆交手後被他看上身手。 |
| 傑瑞米·雷納 Jeremy Renner     | 「鷹眼」克林特·巴頓 Hawkeye / Clint Barton               | 神盾局前特工，與黑寡婦是多年好友。箭術高超，能通過弓柄上的無線控制器對箭筒發出指令，為箭支裝上各種用途的特殊箭頭，包括延時爆炸、散射爆炸以及攀牆用的勾爪與繩索等等。奧創事件後選擇引退，後來又因協議引起的混亂而重新回歸。 |

### 贊成派陣營
| 演員                             | 角色                                                        | 簡介 |
| 小勞勃·道尼 Robert Downey Jr.    | 「鋼鐵人」東尼·史塔克 Iron Man / Tony Stark                 | 從麻省理工學院畢業的天才發明家兼億萬富豪，經營著重要武器公司「史塔克工業」，因一次到阿富汗時遭犯罪組織「十環幫」擄走而讓他的心臟受重傷，僅靠胸口的微型弧反應爐續命。逃出後成為了超級英雄「鋼鐵人」，其後加入復仇者聯盟。贊成蘇科維亞協議，並相信協議能避免再度出現無辜的犧牲者。 |
| 查德維克·博斯曼 Chadwick Boseman | 「黑豹」帝查拉 Black Panther / T'Challa                     | 非洲國家瓦干達的王儲，在父親死於維也納的一場爆炸攻擊後繼承其王位，同時也繼承了黑豹的稱號，原本被齊莫的陰謀所騙而多次試圖殺死巴奇，但最後決定庇護所有反對派的英雄。 |
| 史嘉蕾·喬韓森 Scarlett Johansson | 「黑寡婦」娜塔莎·羅曼諾夫 Black Widow / Natasha Romanoff    | 前神盾局特工，先前被安排在史塔克工業作臥底並監察東尼的一舉一動，後成為復仇者聯盟一員。前職業殺手，因為惡名在外而遭到神盾局追緝，後被鷹眼招募進神盾局工作。盡全力勸阻史提芬別干涉巴奇的事，但最後仍選擇相信史提芬。                                                               |
| 唐·奇鐸 Don Cheadle              | 「戰爭機器」詹姆斯·羅德 War Machine / James "Rhodey" Rhodes | 東尼的拍檔，美國空軍的軍事採購聯絡人，當年在麻省理工學院進修航空學時認識了東尼，為史塔克工業與美國空軍之間的聯絡橋樑，亦是東尼少數幾個值得信賴的朋友。 |
| 保羅·彼特尼 Paul Bettany         | 幻視 Vision                                                 | 原為東尼的人工智能管家「賈維斯」，在奧創事件中被東尼與布魯斯·班納導入奧創製造的新身體，本體以汎合金為材料，生命來源來自於洛基的權杖上的心靈寶石，亦是心靈寶石的主要保管者。 |
| 湯姆·霍蘭德 Tom Holland          | 「蜘蛛人」彼得·帕克 Spider-Man / Peter Parker               | 一名居住在紐約市皇后區的高中生，是鋼鐵人和美國隊長的忠實粉絲，曾經在「史塔克博覽會」上被東尼所救。在一次被蜘蛛咬到後得到蜘蛛的能力，並開始化身為超級英雄「蜘蛛人」懲奸鬥惡，被東尼臨時招募來對抗美國隊長。                                                                       |

### 其他人物
| 演員                             | 角色                                              | 簡介 |
| 丹尼爾·布爾 Daniel Brühl         | 赫穆·齊莫 Helmut J. Zemo                          | 前蘇科維亞軍官，曾領導過暗殺小組，由於所有家人都集體死於蘇科維亞戰役中，為了報仇而利用復仇者們過往的恩怨引發他們自相殘殺。                     |
| 威廉·赫特 William Hurt           | 撒迪厄斯·羅斯 Thaddeus Ross                       | 美國國務卿，前美國陸軍將軍，為人傲慢且具有權勢。曾企圖捕捉布魯斯·班納，成為國務卿後負責聯絡和監控復仇者聯盟。                                  |
| 艾蜜莉·芬凱普 Emily VanCamp      | 雪倫·卡特 Sharon Carter                           | 前神盾局「特工13」，佩姬·卡特的侄女，一開始奉命守護史提芬，在神盾局淪陷後被調進中情局工作，目前派駐德國柏林協助聯合反恐部隊。                  |
| 法蘭克·葛里洛 Frank Grillo       | 「交叉骨」布洛克·朗姆洛 Crossbones / Brock Rumlow | 前神盾局神戰隊隊長，亦是九頭蛇的成員，在三飛飾總部戰中身受重傷，被搶救回來後因全身燒傷而需要穿著裝甲來行動，最後淪為恐怖份子。                 |
| 馬丁·費里曼 Martin Freeman       | 艾佛瑞特·羅斯 Everett K. Ross                     | 聯合反恐部隊副指揮官，負責調查維也納的爆炸事件。                                                                                               |
| 瑪麗莎·托梅 Marisa Tomei         | 梅·帕克 May Parker                                | 彼得的嬸嬸，並不知道彼得就是蜘蛛人。 |
| 约翰·斯莱特利 John Slattery      | 霍華·史塔克 Howard Stark                          | 東尼的父親，被譽為「軍事工業之父」的偉大發明家，神盾局的創辦人之一，在東尼的青年時期死於九頭蛇所設計的一場車禍意外。                           |
| 荷普·戴維斯 Hope Davis           | 瑪莉亞·史塔克 Maria Stark                         | 東尼的母親，與丈夫霍華一同死於車禍中。 |
| 约翰·卡尼爾 John Kani            | 帝查卡 T'Chaka                                    | 帝查拉的父親，瓦干達的國王，在維也納的爆炸事件中被炸死。                                                                                       |
| 金·法柏 Gene Farber              | 瓦希里·卡爾波夫 Vasily Karpov                     | 前蘇聯軍官，九頭蛇的成員，對巴奇執行催眠程序的監管人。                                                                                         |
| 佛羅倫絲·卡森巴 Florence Kasumba | 艾歐 Ayo                                          | 瓦干達女親衛團的成員，護送帝查拉到維也納簽署蘇科維亞協定。                                                                                     |
| 艾爾法·伍達德 Alfre Woodard      | 米里亞姆·夏普 Miriam Sharpe                       | 一名公務員，其子在參與國際義工時意外在蘇科維亞事件中身亡，將悲劇怪罪於東尼及復仇者們身上。                                                     |
| 嘉莉·干頓 Kerry Condon           | 「星期五」 F.R.I.D.A.Y.                           | 東尼的人工智能電腦系管家，接替了賈維斯的位置，有著愛爾蘭口音的女聲。                                                                           |
| 吉姆·羅許 Jim Rash               | 麻省理工學院院長 M.I.T. Liaison                   | 客串。 |
| 史丹·李 Stan Lee                 | 聯邦快遞速遞員 Fed-Ex Driver                      | 客串，不小心把東尼姓氏的「Stark」念錯成「Stank」。                                                                                             |
| 達米恩·波蒂埃 Damion Poitier     | 傭兵                                              | 朗姆洛的黨羽之一，在拉各斯用摔碎病毒來威脅娜塔莎放下槍的恐怖分子。蒙波特曾在2012年電影《復仇者聯盟》的片尾片段以動態捕捉的方式客串飾演薩諾斯。 |

## 彩蛋
- 漫畫中內戰的導火線是一個稱為「新勇士」（New Warriors）的團隊在實境節目追捕罪犯時，引發其中一名超級罪犯自爆，超過六百人被炸死；電影中則是汪達·麥西莫夫在執行任務時為壓制交叉骨自爆，意外引致附近大樓內爆炸，造成傷亡。

- 在內戰漫畫及電影中均出現葬禮。漫畫中的是大爆炸死難者的葬禮；電影中則是佩姬·卡特的葬禮。

- 鋼鐵人在內戰漫畫及電影中均被一名死者的母親痛罵。

- 在漫畫中幻視和汪達·麥西莫夫是夫妻，在電影中兩人有隱約的曖昧情愫。

- 電影中鋼鐵人送了一套新的制服給蜘蛛人；在內戰漫畫中，鋼鐵人則送了一套鋼鐵蜘蛛裝給蜘蛛人。

- 在電影中蟻人搭在箭上被鷹眼射出去的一幕，取自復仇者聯盟第223期的經典封面。

- 蟻人在電影中變成了巨人。在內戰漫畫中，擁有巨大化能力的歌利亞（英语：Bill Foster (comics)）在戰鬥中身亡，是首位因內戰而死亡的超級英雄。

- 在內戰漫畫中，不遵守註冊法的英雄會被監禁在負區的「42號監獄」。但負區的使用版權在福斯手上，電影中改成位於大海中央的浮沉監獄（Raft）。而浮沉監獄在漫畫中原是關押超能罪犯的監獄。

- 在電影中美國隊長與鋼鐵人對峙的情景是源自內戰漫畫第7期的封面。

- 在電影中美國隊長打爆鋼鐵人頭盔一幕取自內戰漫畫第7期。

## 制作

### 初期发展
2014年3月，罗素兄弟在一次采访中透露他们两个月前就已經与漫威影業签下协议，再度成为《美国队长3》导演。与此同时，漫威影業的總裁凯文·费奇、飾演美国队长的克里斯·伊凡以及编剧克里斯多佛·馬庫斯與史蒂芬·麥費利都将确认回归。馬加斯和麥費里在一次采访中透露该片的剧本在2013年年末开始打磨，而罗素兄弟则是在2014年2月开始负责拍摄前的准备工作。值得一提的是，罗素兄弟的回归，其实是基于《美國隊長2：酷寒戰士》在一次漫威内部审阅时，因该片所带来的良好迴響所造成。
在一次2014年4月的采访中，喬·羅素认为本片是《美國隊長2：酷寒戰士》的延续。「这部电影有一个好处就是……它是个二部曲。酷寒戰士的旅程还没有结束。而从逻辑上讲，《美国队长3》将会讲述酷寒戰士旅程的结束。」漫威影业同月宣布该片将在2016年5月6日上映，而《美国队长2》的摄影师塔蘭·奧柏諾说他会回归续集。2014年7月，馬加斯和麥費里透露第一版草稿已经写到一半，而该片的拍摄工作将于2015年4月开始。一个月后，他们在一次采访中说：「我们希望能把这部电影的气氛变成《美國隊長：復仇者先鋒》和《美國隊長2：酷寒戰士》的混合体。」

### 拍攝

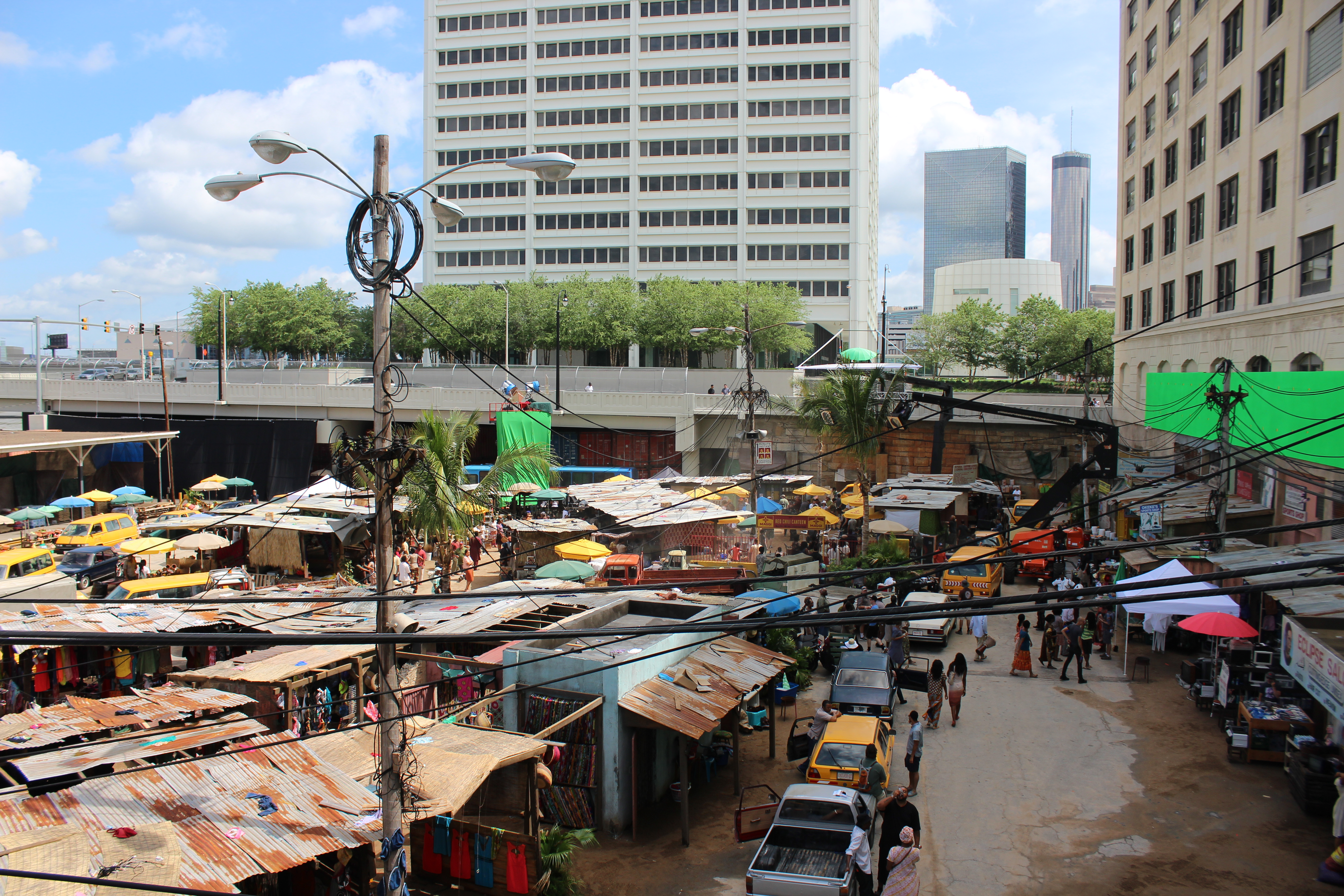
劇組设于亞特蘭大市中心的片场

主要拍攝開始於2015年4月27日，在喬治亞州費耶特縣的松林亞特蘭大製片廠開始進行，拍攝暫定名為「人造衛星」。其他拍攝地點包括亞特蘭大都會區的巴克黑德、亞特蘭大市中心的基督教教堂、亞特蘭大市中心與諾克羅斯。其他拍攝計劃預定在波多黎各、柏林和冰島等地。本片將會和Arri合作，成為首部使用IMAX數位攝影機的電影，約15分鐘的片段會用此攝影機來完成。電影於2015年8月下旬殺青。

### 音樂
作曲家亨利·傑克曼負責為《美國隊長3：英雄內戰》配樂。

## 發行
《美國隊長3：英雄內戰》於2016年4月29日在英國發行，5月6日才在美國上映（同時包括3D和IMAX版本）。2014年9月，特纳电视网獲得了電影在電視播出的播映權。
首支正式預告已於2015年11月24日隨脫口秀《占美·金梅直播秀》釋出。
而在2016年2月8日第一支電視30秒的廣告也隨著超級盃釋出。次回正式預告亦已於2016年3月10日釋出，並首度公開漫威電影宇宙版本的蜘蛛人的造型。

### 評價
根据評論匯總网站爛番茄汇总的431篇评论文章，90%的评论家给予该作正面评价，使之獲得「認證新鮮」標識，平均打分为7.7分（满分10分）。在Metacritic上，52位影評人共給予了75分的分數（滿分100分），這部電影獲得了「普遍好評」。據CinemaScore調查，觀眾的平均評價於A+至F間落於「A」。

### 票房
北美方面，共收穫4.08億美元，其他地區為7.45億美元，全球票房總計11.53億美元。截止至2016年5月10日，電影在北美的總收入為7.37億美元，超過該片前作《美國隊長2：酷寒戰士》（7.14億美元）的劇院總額，也是2016年電影票房最高的一部，以及歷史總榜上第6高的超級英雄電影。
台灣方面，首日票房為新台幣4,552萬元；首週五天票房為新台幣2.6億元；次週票房累計至新台幣4.1億元；第三週票房累計至新台幣4.87億元；第四週票房累計至新台幣5.13億元；第五週票房累計至新台幣5.23億元；最終全台票房為新台幣5.3億元。
| 上一届： 《與森林共舞》               | 2016年美國週末票房冠軍 第19-20週     | 下一届： 《憤怒鳥玩電影》         |
| 上一届： 《北京遇上西雅图之不二情书》 | 2016年中国内地一周票房冠军 第19-20週 | 下一届： 《愤怒的小鸟大电影》     |
| 上一届： 《與森林共舞》               | 2016年台灣週末票房冠軍 第18-20週     | 下一届： 《X戰警：天啟》          |
| 上一届： 《與森林共舞》               | 2016年台北週末票房冠軍 第18-20週     | 下一届： 《X戰警：天啟》          |
| 上一届： 《優獸大都會》               | 2016年香港一週票房冠軍 第17-19週     | 下一届： 《變種特攻：天啟滅世戰》 |

## 市場推廣

### 首映禮
《美國隊長3：英雄內戰》在4月12日於洛杉磯舉行首映禮。克里斯·伊凡、小勞勃·道尼及蜘蛛俠扮演者湯姆·賀倫皆有出席。

## 榮譽
| 年分   | 頒獎典禮           | 獎項                                 | 名字                                                                | 結果 | 參考資料      |
| ------ | ------------------ | ------------------------------------ | ------------------------------------------------------------------- | ---- | ------------- |
| 2016年 | 2016年青少年選擇獎 | 青少年选择奖最佳科幻片               | 《美國隊長3：英雄內戰》                                             | 獲獎 | [ 49 ] [ 50 ] |
| 2016年 | 2016年青少年選擇獎 | 青少年选择奖电影选择奖：科幻片男演员 | 克里斯·伊凡                                                         | 獲獎 | [ 49 ] [ 50 ] |
| 2016年 | 2016年青少年選擇獎 | 青少年选择奖电影选择奖：科幻片男演员 | 小勞勃·道尼                                                         | 提名 | [ 49 ] [ 50 ] |
| 2016年 | 2016年青少年選擇獎 | 青少年选择奖电影选择奖：科幻片女演员 | 史嘉蕾·喬韓森                                                       | 提名 | [ 49 ] [ 50 ] |
| 2016年 | 2016年青少年選擇獎 | 電影選擇獎：最佳組合                 | 小勞勃·道尼、史嘉蕾·喬韓森、唐·奇鐸、保羅·彼特尼和查德維克·博斯曼   | 提名 | [ 49 ] [ 50 ] |
| 2016年 | 2016年青少年選擇獎 | 電影選擇獎：最佳組合                 | 克里斯·伊凡、賽巴斯汀·史坦、安東尼·麥基、伊莉莎白·歐森和傑瑞米·雷納 | 提名 | [ 49 ] [ 50 ] |
| 2016年 | 2016年青少年選擇獎 | 電影選擇獎：接吻場景                 | 克里斯·伊凡與艾蜜莉·芬凱普                                          | 提名 | [ 49 ] [ 50 ] |
| 2016年 | 2016年青少年選擇獎 | 電影選擇獎：反派                     | 丹尼爾·布爾                                                         | 提名 | [ 49 ] [ 50 ] |
| 2016年 | 2016年青少年選擇獎 | 電影選擇獎：搶鏡演員                 | 查德維克·博斯曼                                                     | 提名 | [ 49 ] [ 50 ] |
| 2016年 | 2016年青少年選擇獎 | 電影選擇獎：搶鏡演員                 | 湯姆·賀倫                                                           | 提名 | [ 49 ] [ 50 ] |
| 2017年 | 第43屆全美民選獎   | 最受歡迎電影                         | 《美國隊長3：英雄內戰》                                             | 提名 | [ 51 ]        |
| 2017年 | 第43屆全美民選獎   | 最受歡迎動作電影                     | 《美國隊長3：英雄內戰》                                             | 提名 | [ 51 ]        |

## 備註
1. ↑  依照漫威電影宇宙上映次序。
2. ↑  依照漫威電影宇宙中故事發生的時間次序，參見漫威电影宇宙#時間線。
3. ↑  參見2015年電影《復仇者聯盟2：奧創紀元》。
4. ↑  參見2015年電影《蟻俠》。
5. ↑  後續劇情參見2021年電影《黑寡婦》。
6. ↑  後續劇情參見2018年電影《復仇者聯盟3：無限之戰》。
7. ↑  後續劇情參見2018年電影《黑豹》。
8. ↑  後續劇情參見2017年電影《蜘蛛俠：強勢回歸》。
9. ↑  原作中為姊姊。

## 外部連結
- 互联网电影数据库（IMDb）上《美國隊長3：英雄內戰》的资料（英文）
- Box Office Mojo上《美國隊長3：英雄內戰》的資料（英文）
- 爛番茄上《美國隊長3：英雄內戰》的資料（英文）
- Metacritic上《美國隊長3：英雄內戰》的資料（英文）
- AllMovie上《美國隊長3：英雄內戰》的资料（英文）
- 開眼電影網上《美國隊長3：英雄內戰》的資料（繁體中文）
- 时光网上《美國隊長3：英雄內戰》的資料（简体中文）
- 豆瓣电影上《美國隊長3：英雄內戰》的資料 （简体中文）